# Caproni Ca.134

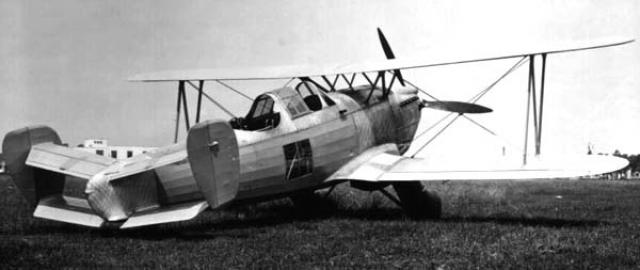
Caproni Ca.134 vista posteriore

Il Caproni Ca.134 era un monomotore da ricognizione biplano realizzato dall'azienda italiana Aeronautica Caproni negli anni trenta e rimasto allo stadio di prototipo.

## Storia

### Sviluppo
Nel 1936 il Ministero dell'aeronautica emise una specifica per la fornitura di un nuovo velivolo ricognitore strategico terrestre. Al bando di concorso partecipò anche la Caproni con un progetto venne assegnato la designazione Ca.134.

### Impiego operativo
Il Ca.134 venne valutato a Guidonia il 23 gennaio 1937 dalla commissione esaminatrice della Regia Aeronautica ma non ottenne alcuna commissione. Non si hanno notizie certe dell'impiego che ne venne fatto ma risulta essere stato messo definitivamente a terra l'11 maggio 1939 radiato per vetustà.

## Descrizione tecnica
Il Ca.134 era velivolo dall'aspetto convenzionale, monomotore biplano, biposto a carrello fisso.
La fusoliera, realizzata con struttura metallica ricoperta di pannelli anch'essi metallici, incorporava i due abitacoli in tandem dotati di parabrezza, l'anteriore destinata all'pilota ed il posteriore all'osservatore, quest'ultimo dotato di finestrature laterali per agevolare la localizzazione degli obiettivi e di una mitragliatrice brandeggiabile difensiva. Posteriormente proseguiva in una coda caratterizzata dall'impennaggio biplano bideriva con doppi piani di controllo dall'accentuato angolo di diedro positivo.
La configurazione alare era biplano-sesquiplana invertita, con l'ala superiore di apertura inferiore a quella montata bassa sulla fusoliera. Le due ali erano collegate tra loro da un montante interalare ad N per lato integrato da tiranti in filo d'acciaio, con la superiore collegata alla fusoliera tramite un castello tubolare centrale.
Il carrello d'atterraggio era un semplice biciclo con gambe di forza ammortizzate dotate di carenatura "a pantalone", integrato posteriormente da un ruotino d'appoggio.
La propulsione era affidata ad un motore Isotta Fraschini Asso XI RC.40 posizionato all'apice anteriore della fusoliera, un 12 cilindri a V raffreddato a liquido in grado di erogare una potenza pari a 900 CV (662 kW), coperto da una cofanatura metallica ed abbinato ad un'elica tripala.
L'armamento consisteva in una coppia di mitragliatrici Breda-SAFAT di diverso calibro, quella più pesante da 12,7 mm montata in caccia e quella più leggera da 7,7 mm montata su supporto brandeggiabile e posizionata nell'abitacolo posteriore.

## Utilizzatori
Italia
- Regia Aeronautica